# Textron

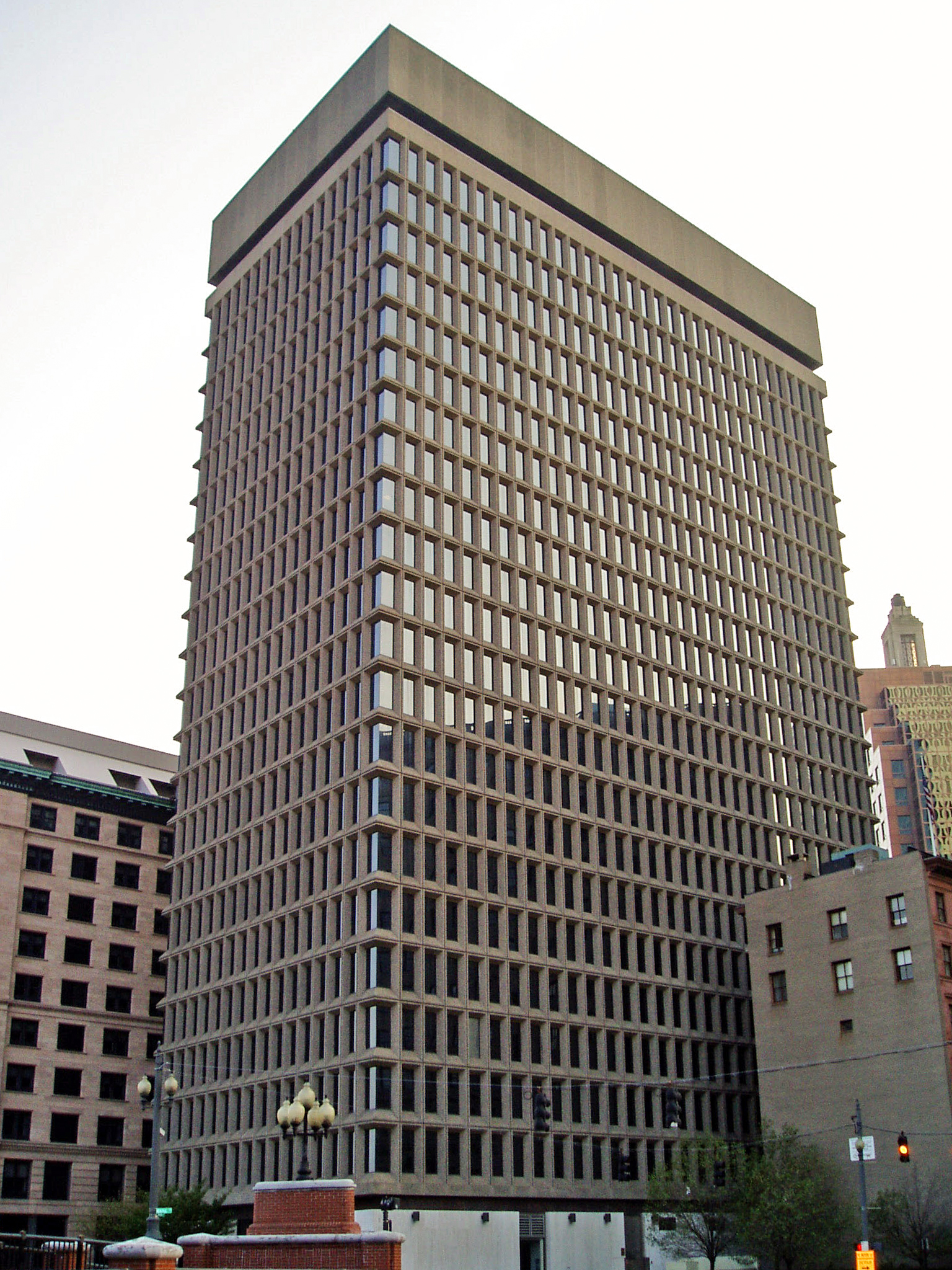
Sede da Textron em Providence, Rhode Island, EUA.

A Textron Company (NYSE: TXT) é um conglomerado empresarial com sede em Providence, Rhode Island, nos Estados Unidos que controla empresas fabricantes de aeronaves civis e militares.
A Textron foi fundada em 1923, por Royal Little, como Special Yarns Company hoje inclui empresas em diversos ramos de negócios como:
- Bell Aircraft Corporation
- Cessna Aircraft Company
- Lycoming Engines
- Beechcraft Corporation
- Greenlee

No Brasil, o grupo controla a TAM Aviação Executiva, empresa especializada em táxi aéreo e revenda de aeronaves, sendo a representante oficial no Brasil das fabricantes do grupo Textron (Cessna, Beechcraft e Bell).